# Sympycnus violaceus
Sympycnus violaceus är en tvåvingeart som beskrevs av Lamb 1922. Sympycnus violaceus ingår i släktet Sympycnus och familjen styltflugor.
Artens utbredningsområde är Seychellerna. Inga underarter finns listade i Catalogue of Life.